# ホエン・ライツ・アー・ロウ (トニー・ベネットのアルバム)
『ホエン・ライツ・アーロウ』はトニー・ベネットによる1964年のスタジオアルバム。

## 収録曲
1. 「ノーバディ・エルス・バット・ミー」–Nobody Else But Me（ジェローム・カーン、オスカー・ハマースタインII ）– 2:56
2. 「ホエン・ライツ・アーロウ」ーWhen Lights Are Low（ベニー・カーター、スペンサー・ウィリアムズ）– 4:57
3. 「オン・グリーン・ドルフィン・ストリート」ーOn Green Dolphin Street（ブロニスラウ・ケイパー、ネッド・ワシントン）– 4:02
4. 「浮気はやめた」ーAin't Misbehavin'（ファッツ・ウォーラー、ハリー・ブルックス、アンディ・ラザフ）– 2:42
5. 「嘘は罪」-It's a Sin to Tell a Lie（ビリー・メイヒュー）– 2:18
6. 「アイブ・ガット・ジャスト・アバウト・エブリシング」-I've Got Just About Everything（ボブ・ドロー）– 6:08
7. 「ジュディ」-Judy （サミー・ラーナー、ホーギー・カーマイケル）– 3:00
8. 「オー・ユー・クレイジー・ムーン」- Oh, You Crazy Moon（ジョニー・バーク、ジミー・ヴァン・ヒューゼン）– 2:23
9. 「スピーク・ロウ」-Speak Low  （クルト・ヴァイル、オグデン・ナッシュ）– 2:08
10. 「もしあなただったら」-It Had to Be You（ Isham Jones 、 ガス・カーン ）– 3:15
11. 「イット・クッド・ハップン・トゥ・ユー」-It Could Happen to You（ジョニー・バーク、ジミー・ヴァン・ヒューゼン）– 1:18
12. 「ザ・ルールズ・オブ・ザ・ロード」−The Rules of the Road（ Cy Coleman 、 Carolyn Leigh ）– 2:13

CDリリースのボーナストラック：
1. 「いつの頃からか」−How Long Has This Been Going On?（ジョージ・ガーシュウィン、アイラ・ガーシュウィン）– 2:43
2. 「オール・オブ・ユー」−All of You（コール・ポーター） -2:17
3. 「ウィール・ビー・トゥゲザー・アゲイン」-We'll Be Together Again（カール・フィッシャー、フランキー・レイン）– 2:44

### 参加アーティスト
- トニー・ベネット–ボーカル
- ラルフ・シャロン–ピアノ、編曲
- ハルゲイ・ロード–ベース
- ビリー・エクイナー –ドラム